# Harpelotvaré
Harpelotvaré (Harpellales) jsou řád hub, které jsou zařazeny do pododdělení Kickxellomycotina. Stélky jsou buď nerozvětvené nebo rozvětvené, čímž vzniká řada trichospor. Zygospory jsou bikonické. Druhy z řádu se přichytávají na larvách vodního hmyzu či stejnokožců. Harpellales jsou rozděleny do dvou čeledí, Harpellaceae a Legeriomycetaceae. Podle Dictionary of the Fungi (10. vydání, 2008) řád obsahuje 38 rodů a 200 druhů. Řád byl formálně popsán v publikaci Mycotaxon z roku 1978.